# Круглова, Кристина Олеговна
Кристина Олеговна Круглова (в девичестве Лебедева; 25 августа 1991) — российская футболистка, полузащитница.

## Биография
Воспитанница краснодарского футбола. В юном возрасте включена в состав «Кубаночки», выступавшей тогда в первом дивизионе. Победительница первого дивизиона 2009 года. С 2010 года со своим клубом выступала в высшей лиге, дебютировала в этом турнире 17 апреля 2010 года в матче против «Измайлово». Всего за 2 сезона приняла участие в 41 матче высшей лиги.
В ходе сезона 2011/12 вышла замуж и стала играть под фамилией Круглова. По окончании сезона завершила карьеру в связи с беременностью.
Неоднократно вызывалась на сборы молодёжной сборной России, но сыграла за неё только один официальный матч — в 2009 году в рамках отборочного турнира чемпионата Европы.